# فريدريكو فالكوني
فريدريكو فالكوني (بالإسبانية: Federico Falcone) (21 فبراير 1990 بلوماس دي ثامورا في الأرجنتين - ) هو لاعب كرة قدم أرجنتيني في مركز مهاجم ‏. لعب مع نيولز أولد بويز.

## روابط خارجية
- فريدريكو فالكوني على موقع قاعدة بيانات كرة القدم.إي يو (الإنجليزية)
- فريدريكو فالكوني على موقع Soccerway.com (الإنجليزية)
- فريدريكو فالكوني على موقع AS.com (الإسبانية)